# Куп Мађарске у фудбалу 1951/52.
Куп Мађарске у фудбалу 1951/52. (мађ. 1951–1952-es magyar labdarúgókupa) је било 22. издање серије, на којој је екипа Башћа Будимпешта тријумфовала по 8. пут. 

## Четвртфинале
| 1. екипа           | Резултат | 2. екипа          |
| ------------------ | -------- | ----------------- |
| ФК Печуј Локомотив | 2 : 0    | ФК Хонвед         |
| ФК Сегедин Хонвед  | 0 : 1    | Чепел вашаш       |
| Башћа Будимпешта   | 10 : 0   | Вашаш електромош  |
| ФК Бањас Дорог     | 4 : 0    | Цегледи локомотив |

## Полуфинале
| 1. екипа           | Резултат | 2. екипа         |
| ------------------ | -------- | ---------------- |
| ФК Печуј Локомотив | 0 : 6    | Башћа Будимпешта |
| Чепел вашаш        | 2 : 4    | ФК Бањас Дорог   |

## Финале
| Башћа Будимпешта                                           | 3 : 2    | ФК Бањас Дорог                |
| ---------------------------------------------------------- | -------- | ----------------------------- |
| Јожеф Закаријаш 16’ · Јанош Молнар 28’ · Петар Палоташ 41’ | Извештај | Ашпирањ 8’ · Игнац Пожоњи 57’ |